# غريغوريو بلاسكو
غريغوريو بلاسكو (بالإسبانية: Gregorio Blasco Sánchez)‏ هو لاعب كرة قدم إسباني ومكسيكي، ولد في 10 يونيو 1909 في مونداكا في إسبانيا، وتوفي في 31 يناير 1983 في مدينة مكسيكو في المكسيك. شارك مع منتخب إسبانيا لكرة القدم ومنتخب إقليم الباسك لكرة القدم. أما مع النوادي، فقد لعب مع أتلانتي إف سي وأتلتيك بيلباو وريفر بليت.

## وصلات خارجية
- غريغوريو بلاسكو على موقع قاعدة بيانات كرة القدم.إي يو (الإنجليزية)
- غريغوريو بلاسكو على موقع ناشيونال فوتبول تيمز (الإنجليزية)
- غريغوريو بلاسكو على موقع عالم كرة القدم.نت (الإنجليزية)